# كنيسة خوي
كنيسة خوي (بالفارسية: کلیسای خوی) هي كنيسة تاريخية تعود إلى القرن التاسع الهجري، وتقع في خوي.